# Улица Гагарина (Ишимбай)
У́лица Гага́рина — одна из важнейших магистралей города Ишимбая. Связывает улицу Чкалова с центральной частью города (проспект Ленина, Геологическую и Бульварную улицы. Наименование улицы в честь Юрия Гагарина возникло не случайно. Улица проходит у сквера имени Гагарина (|N 53.45925,
|E 56.035305), где находится памятник первому космонавту.
12 апреля 1961 года был запущен первый космический корабль «Восток», а 8 июня 1961 года исполком Ишимбайского городского Совета депутатов трудящихся вынес решение: существующую улицу Садовую переименовать в улицу им. Ю. Гагарина.
Заседание исполнительного комитета Ишимбайского городского Совета депутатов трудящихся от 12 октября 1967 г. Протокол № 19: скверу в микрорайоне № 1 присвоить имя Ю. Гагарина и установить в нём скульптуру Ю. Гагарина.

## Описание
Улица в своём начале очень зелёная,,.
Код ОКАТО 8388607.
Почтовые индексы: 453203 (Нечётные дома (11-35), чётные (16-20)), 453215 (нечётные(1-9), чётные(2-14)), 453205 (нечётные(87-107), чётные(66-108)), 453200 (чётные(52-64)).

## Важнейшие объекты
Сегодня на улице Гагарина расположены:
- Государственные учреждения: многофункциональный центр (ул. Гагарина, 1), территориальный отдел Управления Роспотребнадзора по Республике Башкортостан в гг. Салавате, Ишимбае и Ишимбайском районе (ул. Гагарина,19)[5].
- Промышленные предприятия: вязальный цех ЗАО «Ишимбайская чулочная фабрика» (ул. Гагарина, 5 и 7)[2].
- Медицинские учреждения: женская консультация (ул. Гагарина, 65), больничный городок (детская больница (ул. Гагарина, 48), филиал ФГУЗ «Центр Гигиены и Эпидеминологии в РБ» (ул. Гагарина, 19)[6]).
- Образовательные учреждения: детский сад № 18 «Ромашка» (ул. Гагарина, 14)[7].
- Парки: парк Победы, сквер им. Ю. А. Гагарина.